# NGC 6091
NGC 6091 is een spiraalvormig sterrenstelsel in het sterrenbeeld Kleine Beer. Het hemelobject werd op 8 juli 1885 ontdekt door de Amerikaanse astronoom Edward D. Swift.

## Synoniemen
- MCG 12-15-54
- ZWG 338.47
- NPM1G +70.0159
- PGC 57242